# Leah Lewis
Leah Marie Liang Lewis (Xangai, 9 de dezembro de 1996) é uma atriz e cantora americana que começou sua carreira como atriz infantil. Ela é mais conhecida por seus papéis como Ellie Chu no filme da Netflix de 2020, The Half of It, como Georgia "George" Fan na adaptação da série de televisão Nancy Drew da The CW, e como a voz de Faísca Luz em filme da Pixar de 2023 Elemental.

## Infância e educação
Lewis foi adotada em um orfanato em Xangai, China, quando tinha oito meses de idade e foi criada em Windermere, Flórida. Sua irmã mais nova, Lydia (sem parentesco biológico), foi mais tarde adotada no mesmo orfanato. Seus pais, Frederick e Lorraine Lewis, são corretores de imóveis.
Leah descobriu as artes cênicas na Crenshaw School em Orlando, Flórida. Ela também frequentou a Thornebrooke Elementary School em Ocoee, Flórida; ela também frequentou a Southwest Middle School em Orlando, Flórida, bem como a Gotha Middle School. Ela e sua mãe mudaram-se entre Los Angeles e Orlando durante sua adolescência. Aos 17 anos, ela voltou para Orlando para terminar o ensino médio na Olympia High School e depois voltou para Los Angeles sozinha aos 20 anos.

## Vida pessoal
Além de atuar, Lewis canta, toca violão e faz fotografia. Em maio de 2016, ela começou a namorar o cantor/ator Payson Lewis. O casal coincidentemente compartilha o mesmo sobrenome.